# عموقه
عموقه (به عربی: عموقه) یک روستای فلسطینی، واقع در پنج کیلومتری شمال شرقی صفد.